# Mission San Diego de Alcalá
La mission San Diego de Alcalá (en espagnol : La Misión San Diego de Alcalá) fut la première mission franciscaine d'une série de 21 missions franciscaines en Haute-Californie. Elle fut fondée le 16 juillet 1769 par le père Junípero Serra dans une région longtemps habitée par le peuple Kumeyaay. Elle est près de l’actuelle ville de San Diego, en Californie.
On la désigne sous le nom de « Mère des Missions d'Alta California » (the Mother of the Alta California Missions) et « Première église de Californie » (California's First Church).
Elle est nommée en l'honneur de Diego d'Alcalá. Aujourd’hui, elle est un National Historic Landmark restauré, et un lieu de culte catholique.

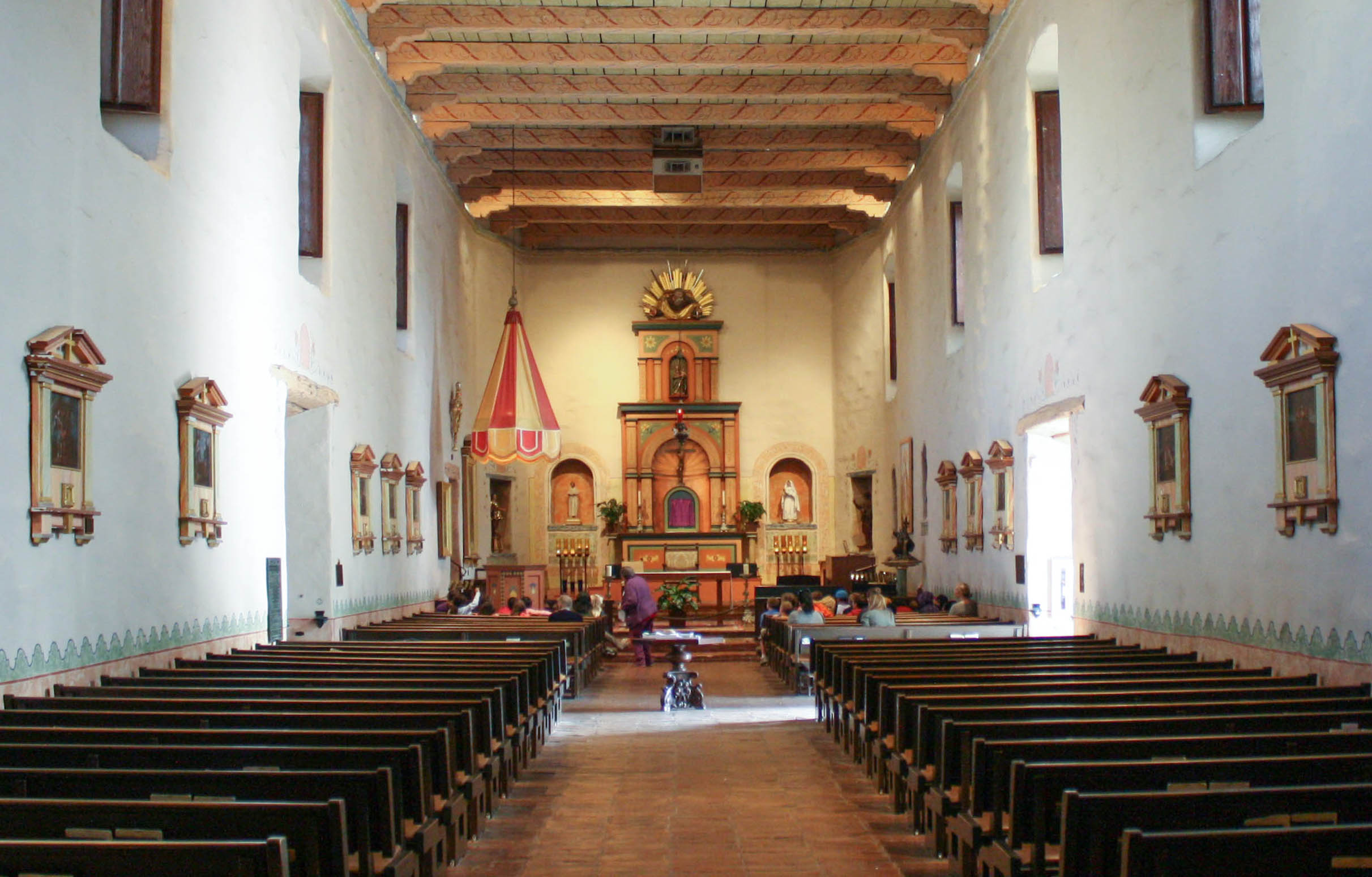
L'intérieur de l'église.

## Histoire et construction
La tribu Kumeyaay (également connue sous les noms de Tipai-Ipai et Diegueño) vivait dans les terres que les pères franciscains ont choisies pour fonder la mission San Diego de Alcalà. À l'origine la mission était située sur une colline surplombant la baie de San Diego, mais une sécheresse en 1774 a obligé les pères à la déplacer à dix kilomètres à l'intérieur des terres jusqu'à son emplacement actuel, qui est plus près de la rivière San Diego. Ainsi, ils ont pu aussi accéder plus facilement à de meilleures terres agricoles et aux villages des Kumeyaay.
Dès le début, les Kumeyaay étaient résistants à la colonisation. En 1775, des centaines de Kumeyaay ont attaqué et incendié la mission. Ils ont aussi tué le père Jayme, qui devient ainsi le premier martyr chrétien de Californie. Craignant un autre raid, les padres reconstruisirent la mission selon les spécifications d'un fort militaire.
Pour ce faire, les franciscains ont adopté une conception considérée comme démodée même au moment de son achèvement. L'église présente des fenêtres construites en hauteur pour se protéger des intrusions et attaques et aussi pour les empêcher de s'effondrer sous le poids des murs en adobe. Lorsque le toit s'est fissuré en 1811, de grands contreforts ont été ajoutés à l'avant de la mission. Cet ajout est arrivé juste à temps - le soutien supplémentaire a permis à la mission de survivre au tremblement de terre de 1812.
L'une des caractéristiques les plus frappantes de cette mission est le campanario (mur de cloches) de 14 mètres de haut qui contient cinq cloches. La plus grande de ces cloches en bronze s'appelle Mater Dolorosa et pèse 544 kilogrammes .
L'héritage de Junipero Serra est visible dans la plupart des missions californiennes du sud. Construite en 1774, la Casa de Padre Serra, est l'endroit où il dormait à San Diego. On pense que cette pièce est la seule pièce de la mission d'origine à avoir survécu aux attaques des Kumeyaay et aux catastrophes naturelles.
Le 17 août 1833, le Congrès mexicain a adopté une loi pour la sécularisation des missions de Californie. L'acte a nationalisé les missions, transférant leur propriété de l'ordre franciscain aux autorités mexicaines. Le gouvernement mexicain a fermé la mission San Diego en 1834. En 1846, les terres de la mission San Diego ont été accordées à Santiago Arguello, qui était membre d'une famille mexicaine influente.
Après la guerre américano-mexicaine et la signature du traité de Guadalupe Hidalgo en 1848, la cavalerie des États-Unis a occupé la mission. La Californie est devenue un état américain en 1850. Le président Abraham Lincoln a restitué les missions à l'Église catholique en 1862.
La mission a été désignée basilique mineure en 1976 par le pape Paul VI. Elle est aujourd'hui une paroisse catholique du diocèse de San Diego.

## La mission et la tribu Kumeyaay

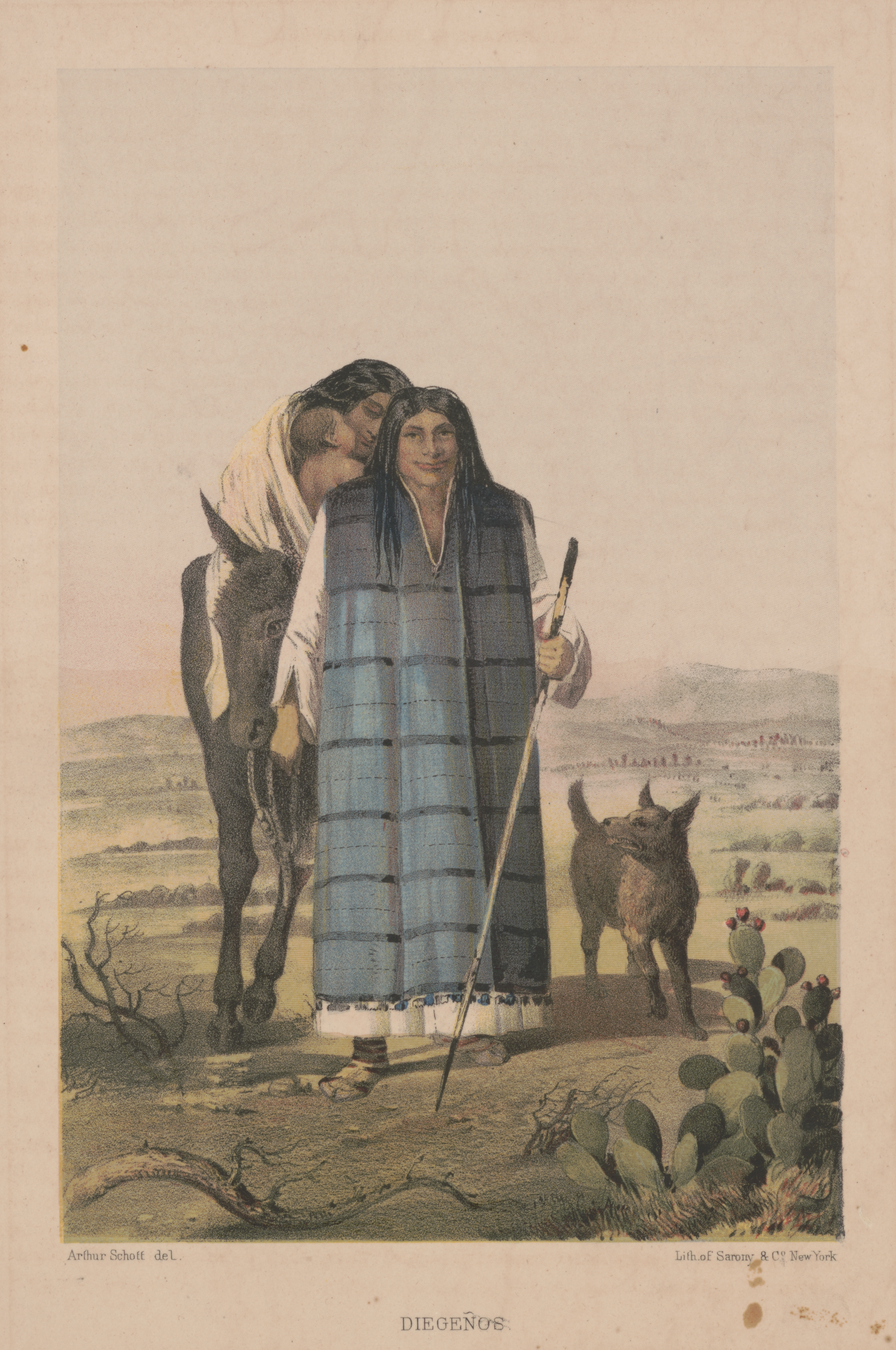
Gravure d'une famille Kumeyaay. Arthur Carl Victor Schott, Sorony & Co., 1857.

En 1797, 565 membres de la tribu Kumeyaay ont reçu le baptême, ce qui a porté le nombre de convertis à 1405. Une fois baptisés, ils étaient considérés comme des citoyens de la mission et de l'Espagne, et devaient vivre à la mission.
La mission Santa Diego, comme les autres missions californiennes, a été construite dans le cadre d'un effort plus large visant à consolider la revendication espagnole sur l'Alta California face aux menaces des empires rivaux (Grande Bretagne et Russie). Pour ce faire, l'Espagne a cherché à transformer les tribus indigènes locales en bons citoyens espagnols. Cela nécessitait une conversion religieuse et une intégration dans l'économie coloniale espagnole.
La première trace officielle de la peine capitale en Californie est liée aux conflits avec les Kumeyaay à la Mission. Le 6 avril 1778, 4 chefs Kumeyaay d'une ranchería de la région de Mission ont été reconnus coupables de complot en vue de tuer des chrétiens et ont été condamnés à mort par José Francisco Ortega, commandant du Presidio de San Diego ; les 4 devaient être fusillés le 11 avril. Cependant, il existe un doute quant à savoir si les exécutions ont réellement eu lieu.
La superficie des terres de la mission San Diego était 55 000 acres. Selon les documents de l'époque, la mission possédait 20 000 moutons, 10 000 bovins et 1 250 chevaux. Les changements environnementaux et le stress démographique provoqués par le grand troupeau de bétail de la Mission, combinés aux épidémies et à l’utilisation de la force militaire, signifiaient que les membres tribaux n'avaient souvent pas d'autre choix que de rejoindre la mission. En même temps, la main-d'œuvre indigene était essentiel pour la viabilité de l'économie missionnaire.